# Schweizer Nordische Skimeisterschaften 1978
Die Schweizer Nordischen Skimeisterschaften 1978 fanden vom 28. Januar 1978 bis zum 5. Februar 1978 in Tramelan, Vaulion und Le Brassus und am 28. Dezember 1977 in Oberwald statt. Ausgetragen wurden im Skilanglauf bei den Männern die Distanzen 15 km, 30 km und 50 km, und die 4 × 10 km Staffel. Bei den Frauen fand ein Rennen 5 km und über 10 km und die 3 × 5 km Staffel statt. Der erfolgreichste Skilangläufer war Edi Hauser, der über 30 km und 50 km gewann. Zudem siegte Bruno Heinzer über 15 km und die Staffel des SC Obergoms. Bei den Frauen wurde Görel Bieri-Partapuoli Meisterin im Rennen über 10 km, Evi Kratzer über 5 km und die Staffel von SC Bernina Pontresina. Das Skispringen gewann Walter Steiner und in der Nordischen Kombination Karl Lustenberger.

## Skilanglauf

### Männer

#### 15 km
| Platz | Name              | Verein            | Zeit (min) |
| ----- | ----------------- | ----------------- | ---------- |
| 01    | Bruno Heinzer     | Hausen            | 48:26,32   |
| 02    | Alfred Kälin      | SC Einsiedeln     | 48:27,39   |
| 03    | Venanz Egger      | SC Plasselb       | 48:27,80   |
| 04    | Albert Giger      | Alpina St. Moritz | 48:30,02   |
| 05    | Francis Jacot     | La Sagne          | 48:58,29   |
| 06    | Fredy Wenger      | Blumenstein       | 49:01,93   |
| 07    | Hans-Ueli Kreuzer | SC Obergoms       | 49:20,86   |
| 08    | Roland Mercier    | Le Locle          | 49:23,93   |
| 09    | Herbert Geeser    | Arosa             | 49:34,84   |
| 10    | Alois Oberholzer  | SC Einsiedeln     | 49:43,75   |

Datum: Samstag, 28. Januar 1978 in Tramelan

Zum Auftakt dieser Skilanglaufwoche gewann überraschend der 24-jährige Bruno Heinzer mit einer Sekunde Vorsprung auf Alfred Kälin und Venanz Egger. Der Vorjahressieger Heinz Gähler war nicht am Start.

#### 30 km
| Platz | Name                | Verein                  | Zeit (std) |
| ----- | ------------------- | ----------------------- | ---------- |
| 01    | Edi Hauser          | SC Obergoms             | 1:38:05,75 |
| 02    | Franz Renggli       | Grenzwachtkorps Splügen | 1:38:56,51 |
| 03    | Hans-Ueli Kreuzer   | SC Obergoms             | 1:39:36,84 |
| 04    | Gaudenz Ambühl      | SC Davos                | 1:39:34,48 |
| 05    | Alfred Kälin        | SC Einsiedeln           | 1:39:48,33 |
| 06    | Konrad Hallenbarter | SC Obergoms             | 1:40:11,68 |
| 07    | Fredy Wenger        | Blumenstein             | 1:41:54,77 |
| 08    | Albert Giger        | Alpina St. Moritz       | 1:42:09,48 |
| 09    | Francis Jacot       | La Sagne                | 1:42:16,72 |
| 10    | Venanz Egger        | SC Plasselb             | 1:42:54,64 |

Datum: Freitag, 3. Februar 1978 in Tramelan

#### 50 km
| Platz | Name                | Verein                  | Zeit (std) |
| ----- | ------------------- | ----------------------- | ---------- |
| 01    | Edi Hauser          | SC Obergoms             | 2:32:49,72 |
| 02    | Venanz Egger        | SC Plasselb             | 2:33:57,72 |
| 03    | Franz Renggli       | Grenzwachtkorps Splügen | 2:34:35,33 |
| 04    | Paul Grünenfelder   | Mels                    | 2:34:35,33 |
| 05    | Gaudenz Ambühl      | SC Davos                | 2:35:04,73 |
| 06    | Konrad Hallenbarter | SC Obergoms             | 2:35:13,53 |
| 07    | Herbert Geeser      | Arosa                   | 2:35:47,46 |
| 08    | Hans-Ueli Kreuzer   | SC Obergoms             | 2:36:45,18 |
| 09    | Roland Mercier      | Mels                    | 2:38:31,76 |
| 10    | Francis Jacot       | La Sagne                | 2:38:32,10 |

Datum: Mittwoch, 28. Dezember 1977 in Oberwald

Edi Hauser gewann nach 1973 seinen zweiten Titel über diese Distanz und seinen insgesamt fünften Meistertitel.

#### 4 × 10 km Staffel
| Platz | Namen                                                            | Verein        | Zeit (std) |
| ----- | ---------------------------------------------------------------- | ------------- | ---------- |
| 01    | Elmar Chastonay Konrad Hallenbarter Armin Jost Hans-Ueli Kreuzer | SC Obergoms   | 2:23:50,12 |
| 02    | Edgar Steinauer Alois Oberholzer Alois Kälin Alfred Kälin        | SC Einsiedeln | 2:24:05,27 |
| 03    | Urs Bieri Hans Pürro Marcel Neuhaus Venanz Egger                 | SC Plasselb   | 2:06:52,74 |

Datum: Sonntag, 29. Januar 1978 in Tramelan

### Frauen

#### 5 km
| Platz | Name             | Verein                | Zeit (min) |
| ----- | ---------------- | --------------------- | ---------- |
| 01    | Evi Kratzer      | Alpina St. Moritz     | 17:36      |
| 02    | Brigitte Stebler | SC Bernina Pontresina | 17:37      |
| 03    | Claudia Sprenger | Vaduz                 | 17:51      |
| 04    | Käthi Aschwanden | Isenthal              | 17:52      |
| 05    | Rosmarie Kurz    | Winterthur            | 17:53      |
| 06    | Cornelia Thomas  | SC Bernina Pontresina | 17:58      |

Datum: Samstag, 4. Februar 1978 in Tramelan

#### 10 km
| Platz | Name                   | Verein                | Zeit (min) |
| ----- | ---------------------- | --------------------- | ---------- |
| 01    | Görel Bieri-Partapuoli | SC Plasselb           | 38:53,15   |
| 02    | Käthi Aschwanden       | Isenthal              | 39:52,54   |
| 03    | Evi Kratzer            | Alpina St. Moritz     | 40:16,48   |
| 04    | Rosmarie Kurz          | Winterthur            | 40:58,13   |
| 05    | Ursula Bösch           | SC Bernina Pontresina | 41:09,57   |

Datum: Freitag, 3. Februar 1978 in Tramelan

Erstmals gewann Görel Bieri-Partapuoli das 10-km-Rennen.

#### 3 × 5 km Staffel
| Platz | Namen                                             | Verein                      | Zeit (min) |
| ----- | ------------------------------------------------- | --------------------------- | ---------- |
| 01    | Brigitte Stebler Ursula Bösch Cornelia Thomas     | SC Bernina Pontresina       | 57:24,25   |
| 02    | Erika Schönbächler Anneliese Gamper Rosmarie Kurz | Zürcher Skiverband          | 58:09,95   |
| 03    | Claudia Zimmermann Doris Süess Käthi Aschwanden   | Zentralschweizer Skiverband | 58:10,16   |

Datum: Sonntag, 5. Februar 1978 in Tramelan

## Nordische Kombination

### Einzel
| Platz | Name                | Ort        | Punkte |
| ----- | ------------------- | ---------- | ------ |
| 01    | Karl Lustenberger   | SC Marbach | 429,87 |
| 02    | Toni Schmid         | Lenk       | 423    |
| 03    | Ernst Beetschen     | Lenk       | 406,45 |
| 04    | Kurt Hischler       | Oberwald   | 394,45 |
| 05    | Silvan Tschümperlin | Schwyz     | 303,42 |

Datum: Samstag, 28. Januar und Samstag, 4. Februar 1978 in Tramelan und Vaulion

Wie in den Vorjahren siegte Karl Lustenberger vor Toni Schmid und Ernst Beetschen.

## Skispringen

### Normalschanze
| Platz | Name               | Verein          | Weite 1 | Weite 2 | Punkte |
| ----- | ------------------ | --------------- | ------- | ------- | ------ |
| 01    | Walter Steiner     | Wildhais        | 94,0 m  | 87,0 m  | 220,3  |
| 02    | Robert Mösching    | Ski-Club Gstaad | 96,0 m  | 90,0 m  | 217,8  |
| 03    | Paul Egloff        | Wildhaus        | 85,0 m  | 81,0 m  | 188,8  |
| 04    | Harald Reichenbach | Ski-Club Gstaad | 84,0 m  | 80,0 m  | 184,5  |
| 05    | Fredy Guignard     | Le Brassus      | 86,0 m  | 76,0 m  | 184,2  |
| 06    | Hansjörg Sumi      | Ski-Club Gstaad | 87,0 m  | 80,0 m  | 179,7  |

Datum: Sonntag, 5. Februar 1978 in Le Brassus

Walter Steiner holte mit Weiten von 94 m und 87 m seinen zweiten Meistertitel. 